# 香西寺
香西寺（こうざいじ）は香川県高松市に所在する真言宗大覚寺派の寺院。寶幢山（ほうどうざん）、地蔵院（じぞういん）と号す。本尊は延命地蔵菩薩。四国別格二十霊場第十九番札所、四国三十三観音霊場第三十三番札所、さぬき七福神毘沙門天。
- 本尊真言：おん かかかびさんまえい そわか
- 御詠歌
  - 南無大悲 延命地蔵 大菩薩 みちびきたまへ この世のちの世（別格）
  - 暮れぬれば さめてねるらむ 酔芙蓉 仏のつねの 笑みにだかれて（四国観音）

## 歴史
寺伝によれば、奈良時代の天平11年（739年）に行基が勝賀山の北麓に庵を結び、宝幢を刻んで宝幢山勝賀寺として創建したといわれている。この場所は奥の堂と呼ばれており、奈良時代〜平安時代の瓦片が出土することから寺院跡とみなされ、勝賀廃寺と呼称されている。平安時代前期の弘仁8年（817年）空海（弘法大師）が現在地に寺院を移し、地蔵菩薩像を刻んで安置したと言われる。
嵯峨天皇の勅願寺となり、朱雀天皇のとき勅旨讃岐四談議所（他は、萩原寺・無量寿院・極楽寺）の一つとなったが、その後は衰微していたようである。
鎌倉時代になり、この地の豪族・香西左近将監資村が鎌倉幕府の命により寺院を再興し香西寺と名付けた。その後は香西氏の庇護を受けることとなった。
南北朝時代には室町幕府の守護大名の細川頼之が本津（現在の香西東町）に移転し、香西氏11代当主の香西元資が地福寺と改称した。
戦国時代の天正年間（1573年 – 1592年）には戦火により伽藍が焼亡した。（香西寺古縁起では戦火で焼かれたとなってない）
桃山時代に讃岐国の大名として配された生駒親正が復興し高福寺と名を改めた。
江戸時代前期の万治元年（1658年）失火により伽藍を焼失し、再び現在の地に移転した。寛文9年（1669年）高松藩初代藩主松平頼重が伽藍を整備し別格本山香西寺と改称した。しかし、その後も失火に見舞われ再建がなされている。
| 時期     | 開基・復興 | 寺名   | 所在地       |
| 739年    | 行基       | 勝賀寺 | 勝賀山の北麓 |
| 817年    | 空海       | 勝賀寺 | 現在地       |
| 鎌倉時代 | 香西左近   | 香西寺 | 現在地       |
| 室町時代 | 細川頼之   | 地福寺 | 香西東町     |
| 桃山時代 | 生駒親正   | 高福寺 | 香西東町     |
| 1669年   | 松平頼重   | 香西寺 | 現在地       |

## 境内
- 山門（仁王門）

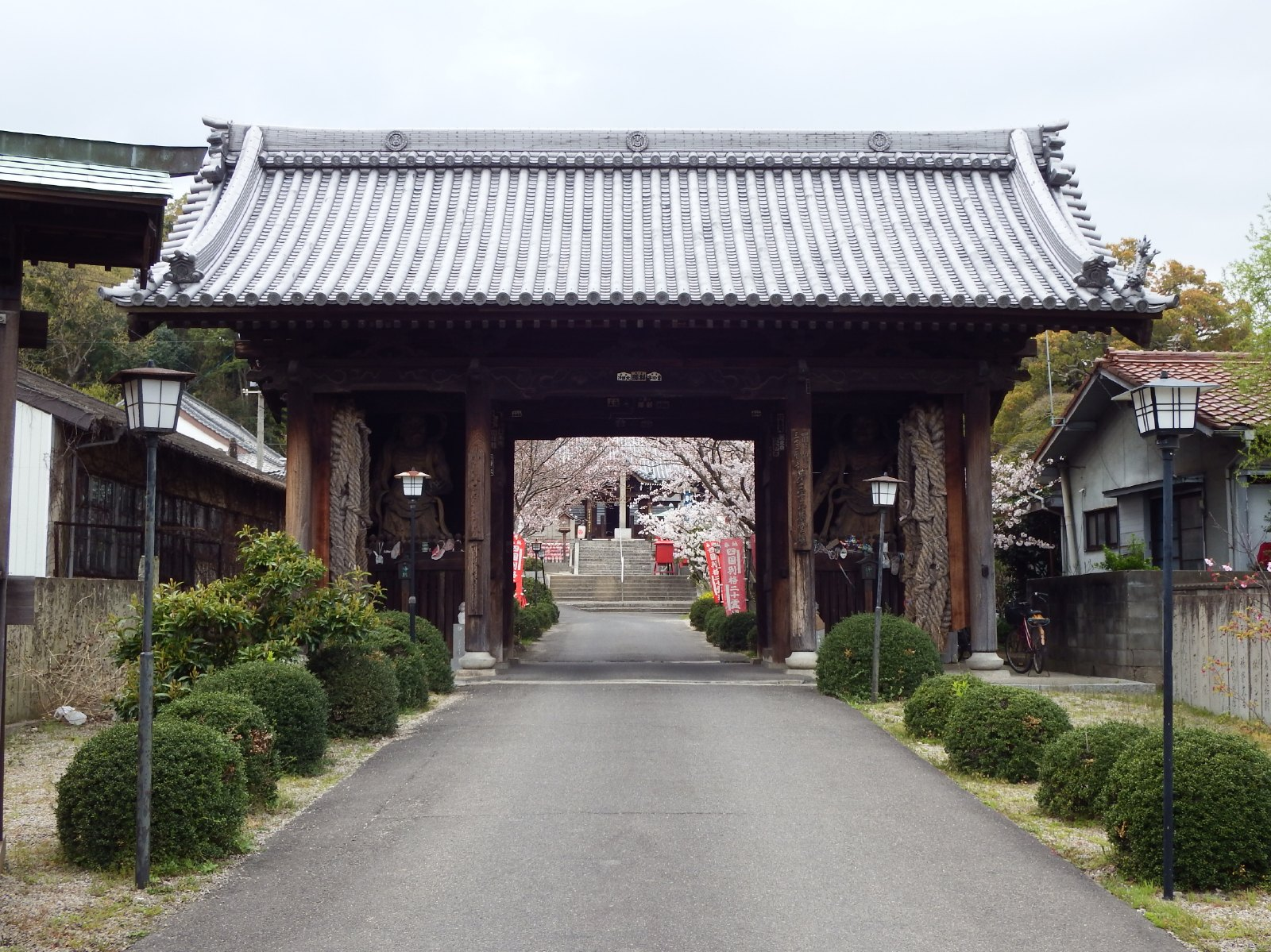
仁王門

- 本堂：脇仏は愛染明王と毘沙門天。中に入って参拝できる。
- 大師堂：本尊弘法大師、右脇陣に八幡菩薩、左脇陣に不動明王。中に入っていずれも拝顔できる。
- 毘沙門堂
- 閻魔堂（納経所）
- 水子地蔵
- 水かけ地蔵

高松市北西部の勝賀山北東麓に位置する。仁王門からほぼ一直線に参道を進むと本堂がある。本堂向かって右側に国の重要文化財に指定されている毘沙門天立像を安置する毘沙門堂がある。更にその右には大師堂兼護摩堂がある。納経所は仁王門をくぐって左側にある。

## 文化財
重要文化財（国指定）
- 木造毘沙門天立像：平安時代中期の作品。像高101 cm、檜の一木造り。昭和16年（1941年）11月6日指定[2]。

## 交通アクセス
鉄道
- 四国旅客鉄道（JR四国）予讃線 – 香西駅 (1.3 km)

道路
- 一般道：香川県道16号高松王越坂出線 香西芝山 (0.3 km)
- 自動車道：高松自動車道 高松檀紙IC/高松西IC (8.0 km)

## 前後の札所
四国別格二十霊場
18 海岸寺 --(33.3 km)-- 19 香西寺 --(41.1 km)-- 20 大瀧寺
四国三十三観音霊場
32 総蔵寺 ---- 33 香西寺 ---- 1 正興寺